# Шейх-Али, Аскар Алиевич
Аскар Алиевич Шейх-Али (Шейхгали) (также Аскар Гали улы Шейхгали или Аскар Али сын Шейх Али, 1885, РИ, Санкт-Петербург — 1968, СССР, РСФСР, ТАССР, Казань) — инженер, разработавший арабскую графику для печатной машинки, создатель первой пишущей машинки в СССР под названием «Яналиф». Основатель Казанского полиграфического машиностроительного завода «Пишмаш» (ныне НБ «Терминал»), слесарь цеха точной механики Московского лесотехнического института, а затем его директор..

## Биография
В 1885 году в Санкт-Петербурге дворянской семье, генерал майора Шихалиева Али Давлетовича, уроженца старинного кумыкского села Эндирей, Хасавюртовского района, Республики Дагестан, родился инженер Аскар Шайхгали — правнук первого муфтия России, а также правнук четвёртого муфтия, утвержденного указом Екатерины II и внук последнего хана казахов Букеевской Орды — хана Жангира.
По происхождению, этнический кумык из Засулакских земель. Его предки -уроженцы старинного кумыкского села Эндирей, Хасавюртовского района, Республики Дагестан.
Его отцом был вышедший в отставку генерал-майор, 1860 году переехавший с семьей в Россию с Северного Кавказа — Гали Дэулет улы Шейхгали. Он открывал приюты и школы для мусульманских детей. Активно участвовал в строительстве мечетей в Санкт-Петербурге. Его матерью была Гульсим, дочь Жангира — хана Букеевской Орды.
Когда Аскар окончил военную гимназию в России начался период технического прогресса, что и вызвало его интерес к технологиям.
Его первым успехом было введение электрического света в парадный зал гимназии, в которой он учился. В этой гимназии он окончил физико-математический факультет при Петербургском университете (1907). Позже он участвовал в Первой мировой войне, Гражданской войне. С 1918 года служил в артиллерийских частях Красной Армии в составе Пятой армии Восточного фронта, а затем в артиллерийском управлении главного штаба РККА в Москве.
После демобилизации он стал жить с семьей в Москве. Устроился слесарем в мастерскую точной механики Лесотехнического института, производил замки, арифметометры, сейфы и так далее. Особенно его интересовали машинки. Он не только ремонтировал машинки зарубежного производства (это особенно интересовало его, так как в России подобные машинки не производились), но и улучшал их функции.

## Деятельность
В 1920 году была образована Татарская Автономная Советская Республика, и татарский язык был объявлен государственным, так как технические возможности позволяли вести документооборот даже на татарском языке. Однако существовала проблема: не было пишущих машинок, которые могли бы печатать на арабском языке (до 1920-х татарский язык использовал арабское письмо, см. старотатарский язык).
Аскар Шейхгали, осознавая эту необходимость, решил настроить иностранную пишущую машинку для печати арабскими буквами и получил два патента. Правительство ТАССР перевезло его в Казань и назначило слесарем, а затем директором татарской мастерской пишущих машинок «ТАТЯЗМАШ».
Шейхгали закупил необходимое оборудование, набрал и обучил людей. Заказы поступали из разных уголков мира: национальных республик СССР, Китая, Афганистана и Ирана. Всего было выпущено 40 модернизированных машинок, получивших высокую оценку специалистов.
Мастерская располагалась на улице Чернышевского, 9, и имела три небольших помещения.

### «Яналиф»
В 1927 году татарский язык, наряду с другими тюркскими языками, был официально переведён на латиницу. В 1929 году в Казани началось производство пишущих машинок «Яналиф» — машин, разработанных с нуля, включая все детали и оригинальные рисунки, со шрифтом на основе латинской письменности.
Аскар Шейхгали, известный деятель науки и техники, предложил расширить производство, чтобы обеспечить все национальные республики пишущими машинками на латинском языке. Однако его предложение не нашло поддержки у руководства ЦК ТАССР и Совета народных комиссаров.
Когда возникла угроза закрытия ТАТЯЗМАША, А. Шейхгали провёл эксперименты с пишущей машинкой в Москве и зарегистрировал её как «первую пишущую машинку из советских материалов в СССР».
В 1931 году на базе цеха был открыт Казанский завод письменных машинок, директором и главным инженером которого был назначен Аскар Шейхгали.

## Политическое преследование
Являлся одним из 82 интеллектуалов, выступавших против перехода к латинскому письму. Письмо к Сталину было подписано 78-м годом.
Шейхгали был арестован в 1931 году, приговоренный по статье 58. Аскар был отправлен на строительство Беломорско-Балтийского канала на 5 лет. Там он был досрочно освобожден, так как помог настроить гидротехнику на более рациональное использование. Жить в крупных городах (даже в Казани) было запрещено. После таких работ их отправляют в Алатырь. Реабилитирован Аскар был только в 1959 году. В 1960 году в возрасте 75 лет Аскар смог вернуться в Казань.

## Семья
Жена: София Шахбазгарай кызы Ахмарова (вышла замуж во время учёбы в Петербургском университете, была студенткой частной театральной студии в Санкт-Петербурге.) Дочери: Динара (Динора), врач Великой Отечественной войны, кандидат медицинских наук, заслуженный врач ТАССР. Гульнар (Gulnor) — инженер-химик.

## Память
- В 2019 году заведующая Казанским музеем истории вычислительной техники Маргарита Шамсетдиновна Бадретдинова посвятила свое эхо известному деятелю Аскару Шейхгали (Аскар Али, сын шейха Али), основателю Казанского завода печатных машин, который изобрел печатную машину с арабской графикой. Судьба изобретателя".
- К 2020 году, по инициативе Казанского «Пишмаш» в лице группы энтузиастов и Маргариты Отчаяния Мансура Рахимова, в честь основателя Аскара Шейхгали — на здании бывшего КРО «Терминал» была установлена мемориальная доска.